# 541842 Amygreaves
541842 Amygreaves è un asteroide della fascia principale. Scoperto nel 2012, presenta un'orbita caratterizzata da un semiasse maggiore pari a 2,6345077 au e da un'eccentricità di 0,1309813, inclinata di 9,29702° rispetto all'eclittica.